# Stubno
Stubno is een dorp in het Poolse woiwodschap Subkarpaten, in het district Przemyski. De plaats maakt deel uit van de gemeente Stubno en telt 1400 inwoners.